# Computational Intelligence
Computational Intelligence (CI) ist ein breites Feld in der Künstlichen Intelligenz, das sich auf heuristische und approximative Methoden konzentriert, um komplexe Probleme zu lösen, die oft für traditionelle Berechnungsmethoden zu schwierig sind. Das Gebiet fasst von der Biologie inspirierte Methoden wie Fuzzylogik, Künstliche neuronale Netze, Evolutionäre Algorithmen und Schwarmintelligenz zusammen und wird deshalb manchmal auch als „Bionik der Informatik“ bezeichnet. Der Begriff wurde in den 1990er-Jahren vom Institute of Electrical and Electronics Engineers (IEEE) geprägt. Teilweise wird er synonym mit dem Soft-Computing verwendet, zumindest bestehen weitgehende Überschneidungen.

## Ziele
Ziel ist es, gute Eigenschaften biologischer informationsverarbeitender Systeme wie Adaptivität, Robustheit und schnelle Parallelverarbeitung mit elektronischer Datenverarbeitung technisch umzusetzen. Mechanismen biologischer Problemlösungsstrategien werden für mathematische oder Ingenieur-technische Fragestellungen nutzbar gemacht, ohne dabei die Ursprungssysteme selbst korrekt modellieren zu wollen. Diese dienen eher als Inspirationsquelle, frei nach dem Motto: „Erlaubt ist, was funktioniert“.
Zwischen den Methoden der CI gibt es oft Synergien: So werden z. B. Evolutionäre Algorithmen häufig zum Entwurf von Künstlichen neuronalen Netzen und Fuzzy-Systemen verwendet. Ein weiteres Beispiel sind sogenannte Neuro-Fuzzy-Systeme, die sich ohne Informationsverlust entweder als Fuzzy-System oder Künstliches neuronales Netz darstellen lassen. Somit können sie einerseits als Fuzzy-System in verständlicher Form dargestellt werden, andererseits die leistungsstarken Lernverfahren der Künstlichen neuronalen Netze verwenden.

## Studium
In Deutschland wird Computational Intelligence an vielen Universitäten (z. B. Uni Bonn, TU Darmstadt, Dortmund, Erlangen, Kassel Karlsruhe, Magdeburg, Marburg, Osnabrück, Siegen) und Fachhochschulen (Bochum, Darmstadt, Frankfurt am Main, Köln Abt. Gummersbach, Mittweida, Südwestfalen) in Masterkursen gelehrt. Außerdem findet sich eine Vielzahl von Vorlesungen zu den einzelnen Teilgebieten. Mehrere wissenschaftliche Organisationen richten regelmäßig Veranstaltungen zu diesem Thema aus (z. B. die jährlichen Workshops Computational Intelligence im Haus Bommerholz bei Dortmund). Zwischen 1997 und 2008 existierte an der Universität Dortmund ein Sonderforschungsbereich zur Computational Intelligence.
International ist die 2004 gegründete IEEE Computational Intelligence Society aktiv.